# Província de l'Est (Ruanda)
La província de l'Est (kinyarwanda Intara y'Iburasirazuba, francès Province de l'Est) és una de les cinc províncies de Ruanda, té 9.813 km² de superfície i una població de 2.600.812 habitants en 2012. Aquesta província va ser creada a principis de gener de l'any 2006 com a part d'un programa de descentralització del govern que va reorganitzar les estructures de l'administració local del país.
La Província de l'Est comprèn les antigues províncies de Kibungo i Umutara, la major part de Kigali rural, i part de Byumba. Aquesta té set districtes: Bugesera, Gatsibo, Kayonza,  Kirehe, Ngoma, Nyagatare i Rwamagana. La capital de la Província de l'Est és Rwamagana.

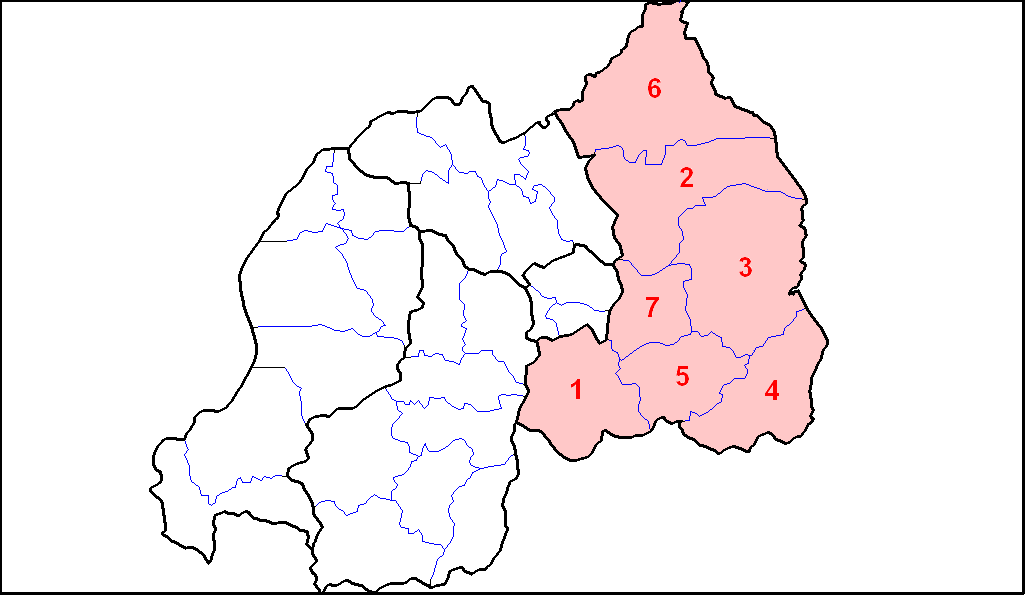

## Història
No se sap quan el territori de la Ruanda actual va ser habitat per primera vegada, però es creu que els humans es van traslladar a la zona després de l'últim període glacial o en el Neolític, al voltant de deu fa mil anys, o en el període humit llarg que va seguir, fins al voltant de 3000 aC. Les excavacions arqueològiques han revelat proves d'assentament escàs per part dels caçadors-recol·lectors a la fi de l'edat de pedra, seguit d'una població més gran dels primers pobladors de l'edat de ferro, que produïa eines de ferro i ceràmica. Es creu que en el segle xvii la major part de Ruanda estava habitada, amb una dispersió bastant igual de població a través dels turons del país.

## Districtes de la província per població (2012)

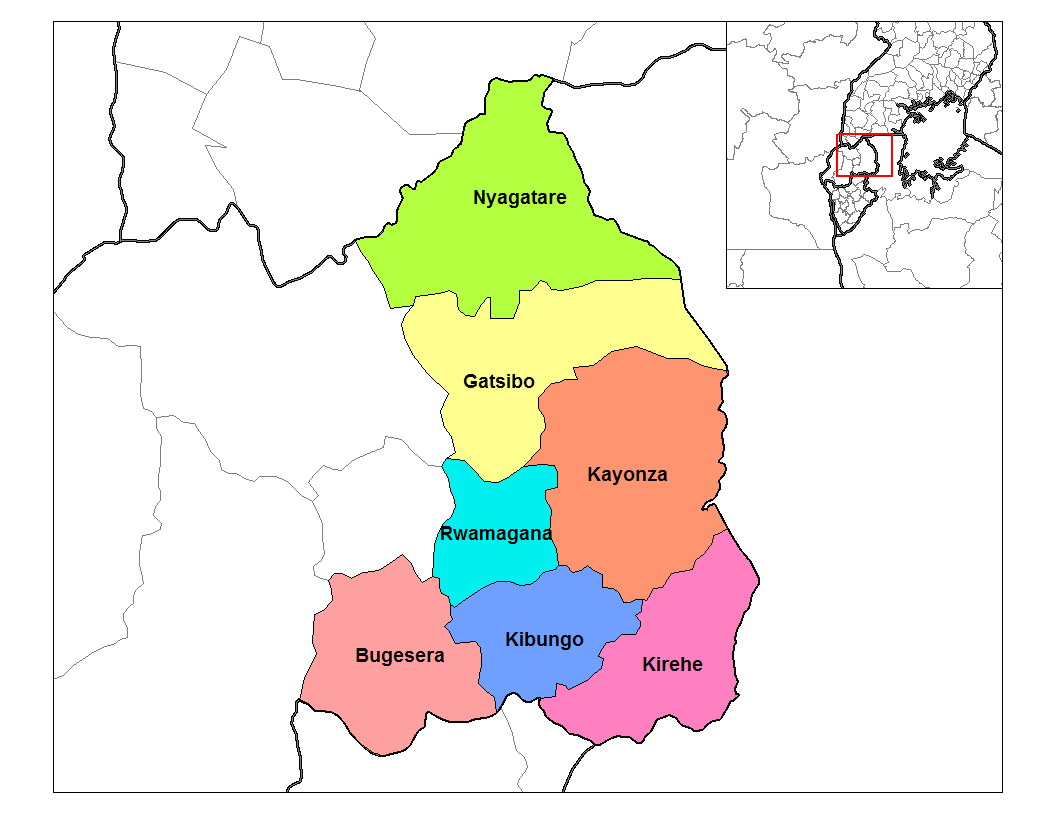

## Districtes de la província per població (2012)[7]
| Rang en la Província de l'Est, 2012 | Rang a Ruanda, 2012 | Districtes         | Població 15 agost 2012 | Població, 15 agost 2002 | Canvi de població 2002-2012 (%) | Densitat de població 2012 (km²) | Densitat de població Rang, Província de l'Est 2012 |
| ----------------------------------- | ------------------- | ------------------ | ---------------------- | ----------------------- | ------------------------------- | ------------------------------- | -------------------------------------------------- |
| 1                                   | 2                   | Nyagatare          | 466.944                | 255.104                 | 83,0                            | 243                             | 6                                                  |
| 2                                   | 3                   | Gatsibo            | 433.997                | 283.456                 | 53,1                            | 275                             | 5                                                  |
| 3                                   | 9                   | Bugesera           | 363.339                | 266.775                 | 36,2                            | 282                             | 4                                                  |
| 4                                   | 10                  | Kayonza            | 346.751                | 209.723                 | 65,3                            | 179                             | 7                                                  |
| 5                                   | 13                  | Ngoma              | 340.983                | 235.109                 | 44,0                            | 390                             | 2                                                  |
| 6                                   | 15                  | Kirehe             | 338.562                | 229.468                 | 48,6                            | 288                             | 3                                                  |
| 7                                   | 26                  | Rwamagana          | 310.238                | 220.502                 | 40,7                            | 455                             | 1                                                  |
| Total                               | -                   | Província de l'Est | 2.660.814              | 1.700.137               | 53,0                            | 275                             | -                                                  |